# Даган (район)
Даган (кит. 大港, «Большой порт») — бывший район на юго-востоке Тяньцзиня. В ноябре 2009 года путём слияния районов Тангу, Ханьгу и Даган был образован Новый район Биньхай.

## История и описание
Район на этом месте появился в 1963 году, расширен в 1969, сформирован в 1979 году. В административном отношении подразделялся на несколько частей.
Даган находился в 38 км от международного аэропорта Биньхай, в 28 км от порта Тяньцзинь и в 165 км от Пекина. Береговая линия протягивалась на восток примерно на 25 км.
По состоянию на 2007 год население составляло 380 000 человек. В районе была развита нефтехимическая промышленность. Общий ВВП округа Даганг составлял 30,251 миллиарда юаней (2007).
Считался районом с относительно невысоким уровнем индустриального развития. По данным 2003—2004 годов планировалось открыть два лаогай. На территории наблюдались проблемы с проседанием грунта, с организацией водоснабжения.